# Đèo Mũi Trâu
Đèo Mũi Trâu là đèo trên đường tỉnh 601 tại vùng đất xã Hòa Bắc, huyện Hòa Vang, thành phố Đà Nẵng, Việt Nam .

## Vị trí
Đèo Mũi Trâu trên đường tỉnh 601 nối từ lưới giao thông khu thành phố Đà Nẵng tới thị trấn Khe Tre, huyện Phú Lộc, Thành phố Huế. Đèo ở vùng đất làng Đồng Trạm xã Hòa Bắc, huyện Hòa Vang.
Đèo cách điểm đầu đường tỉnh 601 cỡ 24 km, cách thị trấn Khe Tre cỡ 33 km. Rừng ở quanh đèo và dọc đường tỉnh 601 đang bị tàn phá nghiêm trọng .